# Tepuihyla aecii
Tepuihyla aecii és una espècie de granota endèmica de Veneçuela.